# Jorge Ampuero
Jorge Enrique Ampuero Cabello (Santiago, 17 aprile 1987) è un ex calciatore cileno, di ruolo difensore.